# Klasse Kriminale
Klasse Kriminale ist eine italienische Punkrock-Band, die in Savona gegründet wurde. Die Besetzung der Band änderte sich im Laufe der Jahre mehrfach. In ihrer Musik finden sich Einflüsse anderer Musikgenres wie Oi!, Ska und Reggae.
In ihren Songtexten werden Themen wie Arbeit und Erwerbslosigkeit, Drogen, Leben in der Punk-Subkultur und Medien behandelt.

## Diskografie
- Odiati & Fieri! (Demo-Tape, 1988)
- Ci Inconteremo Ancora Un Giorno (LP, 1990, Rebelles Européens)
- Faccia A Faccia (LP-CD-Tape, 1991)
- I Ragazzi Sono Innocenti (LP-CD, 1994)
- 1985–95, Orgoglio Per Le Tue Passioni
- Live/Vivo (CD-LP, 1996) [produziert von Paul Chain]
- Ragazzi Come Tu & Me (CD, 1997)
- Mind Invaders
- Electric Caravanas [produziert von Jimmy Pursey of Sham 69]
- I Know This Boy (mit Riccardo Pedrini)
- Stai Vivendo O Stai Sopravvivendo? (CD, 2001)
- "Welcome To Genoa" (CD, 2002) [CD mit Videomaterial über die Polizeigewalt während des G8-Gipfels in Genua]
- Klasse Kriminale (CD, 2005) [produziert von Vic Ruggiero von der Band The Slackers]
- Strength & Unity (CD, 2007)
- International Soldier (CD, 2008)
- Riot! Are You Ready? (CD, 2009)
- The Rise And Fall Of The Stylish Kids... Oi! Una Storia (CD, 2010)
- Dal vivo in Italia (split LP mit Sham 69, limitiert auf 500 Stück, 2012)